# Welchiodendron
Welchiodendron é um género botânico pertencente à família Myrtaceae.